# Elminster
Elminster Aumar es un personaje ficticio del escenario de campaña para juegos de rol conocido como Reinos Olvidados, creado por Ed Greenwood y que sigue las reglas de Dungeons & Dragons. Con este escenario de campaña como marco, se han escrito multitud de novelas, de corte épico, de muchos personajes diferentes (Elminster entre ellos). En las ediciones en castellano, es protagonista de las siguientes novelas: Elminster. La forja de un mago, Elminster en Myth Drannor, La tentación de Elminster. Los títulos Elminster en el Infierno y La hija de Elminster no están disponibles en nuestra lengua. Hace breves pero importantes apariciones en Fuego Mágico así como en la Trilogía de Avatar. A Elminster también se le conoce como El Sabio del Valle de las Sombras, el Eterno Caminante y El Primero de los Elegidos de Mystra.

## Características
Como personaje de juego de Rol, Elminster sería clasificado como un humano de tamaño mediano con niveles de guerrero, pícaro, clérigo, mago y archimago. Además entraría dentro de la categoría de personaje épico, que reciben un tratamiento especial. Como guerrero o pícaro deja mucho que desear, pero es un archimago de inmensos poderes y recursos, que con el tiempo necesario podría ser capaz de lograr prácticamente cualquier efecto que desee. Es uno de los Elegidos de Mystra, es decir, es un mortal al que se le ha transferido de forma personal parte del poder divino de la Diosa de la magia, Mystra.
El más fuerte de los Elegidos de Mystra rara vez actúa directamente contra sus enemigos, prefiriendo hacerlo a través de héroes más jóvenes y vigorosos. Durante años, el Sabio del Valle de la Sombra ha desconcertado a los Zhentárim, los Magos Rojos de Thay y 
a un centenar de rivales mágicos al tiempo que entrenaba y educaba a una larga sucesión de aprendices que han llegado a ser estupendos lanzadores de conjuros por derecho propio. Antes de eso frustró los planes de Elegidos renegados, ayudó a fundar los Arpistas y educó a varias de Las siete hermanas. Durante la Era de los Trastornos, salvó Toril albergando en su interior el poder de Mystra, sobreviviendo gracias a su ingenio y a la ayuda de la exploradora Sharantyr, sin su magia. Es, además, un consumado bailarín. 
Elminster representa, junto con Gandalf y Merlín la figura del hechicero o mago occidental. Habitualmente viste túnica, sombrero puntiagudo y lleva un largo cayado en su mano. Tiene una tupida barba blanca, es delgado y su nariz es aguileña. Todos ellos son atributos que se identifican con la figura del hechicero en nuestra cultura.

## Personalidad
Elmínster es un actor consumado y disfruta de los caprichos fantasiosos, ayudando a los necesitados y heridos de amor, y administrando justicia poética sobre aquellos que la merecen. 
Tiene un gran corazón, una profunda necesidad de humillar a las personas tiranas, presuntuosas y crueles, y unos modales de cascarrabias ("No me provoques"). Tras conocer el amor de la diosa Mystra, nada logra sobrecogerle ni atemorizarle demasiado.
Este anciano mago al fin empieza a parecer verdaderamente viejo, siendo propenso a experimentar largos ensueños en los que ve de nuevo gentes y lugares desaparecidos hace mucho.

## Poderes
Como mago de gran poder, estas son algunas de las habilidades que posee Elminster:
- Resucitar independientemente de la forma en la que ha muerto.
- Ser capaz de controlar el clima y las fuerzas de la naturaleza.
- Volar.
- Caminar.
- Crear, controlar, percibir y manipular todo tipo de energía, fuerzas y materia (como fuego, electricidad, metal o telequinesia).
- Leer los pensamientos y afectar la mente de diversas criaturas, incluidos los humanos.
- Conjurar todo tipo de criaturas y materiales.
- Todas las habilidades de guerrero, ladrón, sacerdote y mago ya que en la primera novela se explica como perfeccionó cada una de las categorías del juego AD&D.
- Domina el viaje entre distintos planos de existencia.
- Puede construir todo tipo de objetos mágicos poderosos.

Estos poderes no son gratuitos, requieren de un intenso estudio y preparación por parte del mago, así como parte de su fuerza vital para los conjuros especialmente poderosos. Nótese que de lo contrario, el poder de un mago parecería no tener límites, y en ciertos casos puede ser así. Es por esto que los archimagos son tan sumamente temidos.

## Biografía

### Elminster, La forja de un Mago
Elminster nació y creció en un pequeño pueblo llamado Heldon, en Athalantar, dedicándose la mayor parte de su tiempo a labores de pastoreo mientras soñaba con épicas aventuras, algo normal en un crío de esa edad. Cuando contaba con 12 años, su aldea fue atacada y arrasada por un hechicero que iba montado a lomos de un dragón, exterminando también a todos los habitantes, incluidos los padres de Elminster. El muchacho, que había sido herido previamente por el hechicero y dado por muerto, pudo recuperarse lo suficiente para ver como su padre fallecía mientras se enfrentaba al dragón. Este hecho marcaría profundamente su personalidad, odiando desde aquel momento a la magia en general y a los hechiceros en particular, al tiempo que juraba venganza por la muerte de sus padres y por la brutal e injusta destrucción del pueblo. Posteriormente se encuentra con unos aparentes bandidos que se disponen a robar su rebaño, que resultan ser caballeros de Athalantar. Helm, su líder, tiene una interesante conversación con Elminster, en la que queda revelado que el chico es un príncipe de Athalantar (tras la muerte de su padre), que actualmente gobierna su tío , un hombre depravado que para subir al trono prácticamente vendió el Reino a una serie de magos, verdaderos gobernantes de Athalantar, conocidos como los Señores de la Magia. Elminster jura la destrucción de todos los hechiceros así como la restitución del honor del Trono del Ciervo, liberando la tierra de la tiranía impuesta por los magos. Helm le aconseja que conozca mundo y aprenda a defenderse manejando las armas. 
Para ello se une a una banda de proscritos, unos rebeldes leales al antiguo Rey que intentan perjudicar en la medida de lo posible al rey Belaur y a los Señores de la Magia. Allí aprende a matar y a sobrevivir en condiciones muy duras, adquiriendo habilidades elementales de guerrero y forjando vínculos emocionales con sus compañeros de armas. Pero este periodo de su vida es circunstancial y algún tiempo más tarde, cuando cree que ha aprendido todo lo posible, y siendo aconsejado nuevamente por Helm, decide a irse a la capital administrativa de Athalantar, llamada Hastarl. 
En Hastarl sobrevive en las calles como ladrón y pícaro junto a su compañero de correrías y amigo Farl. Este le enseña el arte del sigilo, el manejo de la daga y a medir con precisión milimétrica sus palabras para evitar situaciones peligrosas. También es en esta etapa cuando despierta su interés por el otro sexo, lo que le trae algún que otro quebradero de cabeza. Parece cómodo con esta nueva vida pero acontece un hecho que lo marca profundamente. Sin quererlo, se ve envuelto en un duelo mágico entre el Magíster y algunos de los más poderosos Señores de la Magia del momento. El dominio sobre la magia que posee el Magíster deja asombrando al joven muchacho, en cuyo interior, a pesar de no querer admitirlo, comienza a crecer un intenso interés por los asuntos mágicos. Vuelve junto a Farl y después de fundar una banda de ladrones con un futuro prometedor, decide marcharse de Hastarl, dejando la dirección del grupo a su amigo. Sin saberlo, ha plantado una importante semilla, pues estos ladrones le ayudarán posteriormente en su venganza contra los corruptos magos. 
Elmínster, entonces, se dirige hacia un templo de Mystra para pedirle que acabe con los señores de la magia o maldecirla por no hacerlo, pero los acontecimientos se desarrollan de tal manera, que Mystra y Elminster acaban por tener su primer encuentro cara a cara, debatiendo acerca del uso de la magia. Al terminar el debate, Mystra, sorprendida por las maduras opiniones del muchacho, decide que Elminster la sirva a partir de ese momento, y así es como pasa a ser un clérigo de la Diosa. El primer inconveniente con el que se encuentra es que Mystra lo transforma en mujer (las mujeres perciben mejor la magia que los hombres) para manternerlo oculto de los Señores de la Magia y que aprenda a tener una perspectiva femenina del mundo, pasando a llamarse Elmara. Estudia magia junto a un elfo adorador de Mystra -Braer- durante dos años, aprendiendo a sentir la energía y a ejecutar conjuros divinos. Terminado el aprendizaje con Braer, Elmara debe explorar el mundo para aprender magia por su cuenta. Así transcurre bastante tiempo, en el que Elmara vive diversas aventuras como formar parte de una compañía, combatir con señores de la magia y criaturas sobrenaturales (liches), o simplemente relajarse escuchando las historias de taberna de los juglares. En definitiva, ayudando a la gente con su magia allí donde es necesario. Todas estas experiencias le van proporcionando de forma progresiva un gran dominio sobre sus conjuros y plegarias pero termina por darse cuenta de que no es suficiente para acabar con magos poderosos. Los conjuros divinos son esencialmente distintos de los conjuros arcanos, los primeros más centrados en la protección, la curación, la bendición y el control de las fuerzas naturales ya existentes, mientras que los segundos se centran en la destrucción, la invocación, la manipulación de energía y en la violación de las leyes físicas. La única manera que tiene de aprender ese tipo de magia es hacerse aprendiz de un maestro. 
Tras una larga búsqueda, encuentra a Myrjala, que no es otra que la propia Mystra encarnada, que le enseña magia personalmente durante años. Además del vínculo de maestro y pupilo se termina por formar una relación de cariño y amor, que llega a su clímax cuando Elmara realiza un conjuro para mostrar su verdadera apariencia, volviendo a ser un hombre. Desde entonces, Elminster y Myrjala viajan juntos como aliados. Hay que destacar, que en relativamente pocos años, Elminster se ha convertido en un mago con un poder muy superior al poder medio que posee un hechicero, pero no se puede perder de vista que el camino que ha seguido para su aprendizaje nos es el más ortodoxo, ya que ha sido discípulo de la propia Diosa de la Magia, aún sin saberlo.
Finalmente, Myrjala considera a Elminster preparado para iniciar su venganza. Para ello, recurren a los elfos de Bosque elevado, entre ellos Braer; a los caballeros de Athalantar, liderados por Helm; y al grupo de ladrones de Hastarl, dirigidos por Farl, formando una curiosa alianza. Tras una dura y sangrienta batalla van eliminando a los Señores de la Magia uno a uno, hasta llegar al Mago Real y a la corte del Rey Belaur. Destruyen, no sin dificultad, a Undarl (el mago que arrasó el pueblo de Elminster cuando este era un niño) y tras varios épicos efrentamientos consiguen deponer a Belaur. Elminster se encuentra en un momento decisivo en su vida; ha cumplido con su juramento (que es lo que le había impulsado durante toda su vida) pero no quiere ser monarca, pues ha llegado a apreciar la magia y no quiere renunciar a ella. Ante la sorpresa general, le cede la corona a Helm, el líder de los Caballeros de Athalantar. Después de unos festejos soberbios e inolvidables, Myrjala y Elminster se despiden del Reino y de sus aliados, marchándose para recorrer Faerun. 
Sin embargo, suceden algunos acontecimientos que fuerzan a Myrjala a revelar su condición divina a Elminster. Ahora este ama con todo su corazón y alma a la diosa, siendo correspondido por Mystra con igual intensidad. Mystra transforma finalmente de Elminster en uno de sus elegidos, es decir, comparte parte de su poder divino directamente con el mortal, lo que le confiere asombrosos poderes y habilidades, entre ellos, una esperanza de vida ilimitada, aunque no la inmortalidad. 
Su primera misión como Elegido de Mystra consiste en cabalgar hasta Cormanthor. 
Aquí terminan los hechos relatados en Elminster, La forja de un mago

### Elminster en Myth Drannor
Este libro es una continuación directa del primer libro. En esta ocasión, el Elegido de Mystra se enfrenta a la primera misión que le encomienda la Diosa. Debe cabalgar -el hecho de tener que viajar a caballo le impide usar su magia para transportarse- hasta Cormanthor, un Reino Elfo de increíble belleza y muy antiguo en el que habitan algunos de los más poderosos magos de ese momento. Además se práctica la Alta Magia Élfica, cuyos efectos pueden ser tan impresionantemente benévolos como destructivos.
Se describe la sociedad élfica con bastante precisión, así como la política interna del Reino, las disputas entre las casas nobles y las conspiraciones de estas contra la corte del soberano de todo Cormanthor, Eltargrim, que ostenta el título de El Ungido.
Elminster gana muy rápidamente la confianza de Eltargrim gracias a sus nobles acciones, siendo nombrado Armathor de Cormanthor -un rango similar al de Caballero-, pero es el centro de todo tipo de intrigas de las Casas Nobles. Como consecuencia de esto, tras diversos combates mágicos Elminster se ve hecho prisionero por un poderoso mago conocido como El Enmascarado. Este enigmático personaje le enseña magia élfica durante 20 años, en los cuales no deja de ser un esclavo del extraño elfo. Mientras tanto, todos en la corte se preguntan que fue del humano que tanto revuelo provocó por todo Cormanthor.
Finalmente, Elminster, siempre bajo la guía de Mystra, consigue liberarse y lucha junto al Ungido y otros aliados contra la primera de las casas nobles, los Starym. Esta casa intenta el derrocamiento de Eltargrim atacándolo abiertamente con armas y hechizos para asesinarlo, resultando este intento frustrado. El origen del conflicto venía por la decisión del soberano de abrir el Reino a todas las razas ya que las conservadoras Casas Nobles se oponían totalmente a esta apertura. 
La sólución a todos estos problemas era la colocación de un Mythal, gracias al cual podrían abrir el Reino sin peligro alguno, ya que es una especie de conjuro protector gigante que cubriría todo el Reino y al que se le podría dotar de muy diversos poderes y habilidades permanentes en el momento de su creación. Este conjuro es clasificado como Alta Magia Élfica, y requiere del talento y fuerza vital de muchos magos para poder realizarse y de un director que dirija el ritual de creación. Elminster formó parte de este círculo de hechiceros creadores, y el mago Mythantar fue tanto el director del círculo como el que diseñó el conjuro. Una vez colocado el Mythal, la ciudad dejó de llamarse Cormanthor, y pasó a llamarse Myth-Drannor, en honor al mago Mythantar y a un elfo llamado Drannor que se casó con una enana, símbolo de la unión de todas las razas. 

### La Tentación de Elminster
En esta novela la línea temporal avanza varios siglos. Al comienzo de la novela, Elminster despierta de un largo letargo en una vieja tumba después de quedar atrapado en estasis durante muchos años, teniendo que pelear por su vida para poder escapar.
Elminster tiene un encuentro con Azuth (una deidad menor de la magia, mano derecha de Mystra), que le explica que la magia se va a volver poco fiable durante un tiempo por mandato de la Diosa, con objeto de eliminar hechiceros que hubieran hecho un uso realmente incorrecto del Arte. Durante este tiempo Elminster debe sobrevivir usando su magia solo cuando sea indispensable en lugar de emplearla para satisfacer el más leve de sus caprichos, para lo cual sus habilidades como pícaro y guerrero le son realmente útiles.
Posteriormente, recibe un entrenamiento mágico avanzado al hacerse aprendiz de una poderosa hechicera que aparentemente pretende apartarlo del camino de Mystra. Tras varios años a su lado, termina por mantener un duelo mágico con la bruja, que finalmente resulta ser Mystra, para ponerlo a prueba.
En otra parte del libro, se dedica a dejar magia escondida por diversos sitios para que alguien con talento mágico la encuentre y utilice, consiguiendo así la difusión y práctica de la Magia, uno de los mandatos más importantes de Mystra. Es en este momento cuando debe pelear contra una extraña criatura fantasmagórica a la que eventualmente derrota. 
Es probablemente el libro en el que Elminster es puesto a prueba por Mystra de las maneras más crueles y duras, saliendo siempre airoso de las situaciones que se le plantean.
Siguiendo los eventos del libro, Elminster actúa como padre de otras tres Elegidas de Mystra, que son algunas de las conocidas Siete Hermanas, protegiéndolas y criándolas hasta que alcanzan la madurez.

## Aparición en otros medios

### Videojuegos
Elminster fue presentado en apariciones breves y esporádicos en el que ayuda al protagonista de los Videojuegos de rol Baldur's Gate y a sus compañeros, tanto para comprobar su progreso,  como para impartir sabiduría en cuanto a su misión en la crisis con Bhaal.

### Cómic de Reinos Olvidados
Elminster se ve envuelto en el arco argumental "Dragonreach" de Forgotten Realms comics donde él asiste a otro mago, Dwalimor Omen en la detención de un individuo que está matando dragones a lo largo de Los Reinos.
Elminster es presentado como Personaje no jugador en Dungeons & Dragons Online con la actualización 14.